# Sierra de Segura (aceite)

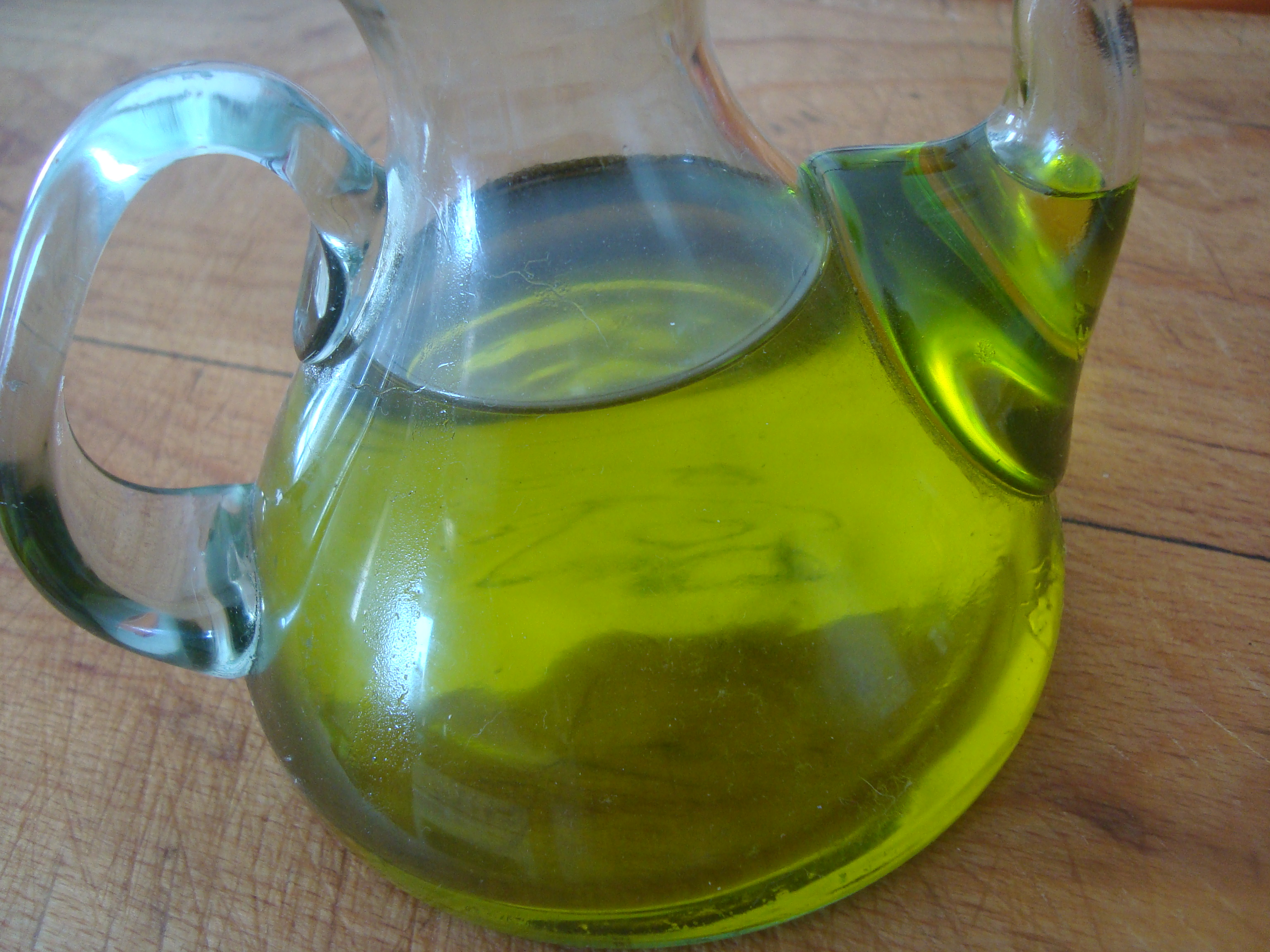
Aceitera con aceite de oliva virgen extra.

Sierra de Segura es una denominación de origen protegida (DOP) para los aceites de oliva vírgenes extra que, reuniendo las características definidas en su reglamento, hayan cumplido con todos los requisitos exigidos en el mismo. 
La Denominación de Origen «Sierra de Segura» la conforman 40.000 hectáreas de olivar situadas en numerosos municipios de la comarca de Segura, cultivadas por 8.000 agricultores y con una producción media de aceite de oliva de 20.000 toneladas anuales.

## Zona de producción
La zona geográfica que comprende la Denominación de Origen «Sierra de Segura» está constituida por los terrenos ubicados en los términos municipales de Beas de Segura, Benatae, Chiclana de Segura, Génave, Hornos de Segura, Orcera, La Puerta de Segura, Puente Génave, Segura de la Sierra, Santiago-Pontones, Siles, Torres de Albanchez y Villarrodrigo, de la provincia de Jaén.

## Variedades aptas
Para la elaboración de los aceites protegidos por la Denominación de Origen «Sierra de Segura» se emplean exclusivamente las siguientes variedades de aceituna: Picual, Verdala, Royal y Manzanillo de Jaén. De estas variedades de aceituna se considera como principal la picual. 